# 절차 기억
절차기억(節次記憶, procedural memory)은 심리학 또는 생물학에서 반복을 통해 습득된 기억을 가리킨다. 운동, 기술, 악기 연주 따위와 같이 운동피질이 관여하고 기저핵과 소뇌의 작용으로 몸으로 익혀 기억하는 것등을 이른다
절차기억은 정서기억과 함께 암묵적 기억(implicit memory)을 보여주는 장기기억(long-term human memory)의 주요한 시냅스 작용으로 잘 알려져있다.

## 절차기억의 발견
도널드 올딩 헤브는 맥길대학교 심리학과 학과장으로 재직 중이던 1949년 장기기억과 단기기억의 핵심 차이에 관한 가설을 제시했다. 장기기억에는 뉴런들이 연결되면서 물리적 변화가 발생하나, 단기기억은 그렇지 않을 것이라는 주장이었다. 헵이 제시한 신경망 모델은 기억이라는 손에 잡히지 않을 듯한 영역을 뇌 안의 물리적 변화와 연결, 심리학과 생물학의 접점을 만들었다.
맥길대학교 교수 브렌다 밀너는 1950년대에 환자 HM의 사례를 통해 단기기억 형성 및 손실 그리고 장기기억 보존에 해당하는 절차기억의 특성에 대한 연구를 최초로 하였으며, 이해능력과 서술기억간의 관계와 관련한 해마의 기능 연구에 매우 큰 공헌을 하였다.

## 자동화
게르하르트 로스(Gerhard Roth) 박사는 절차기억으로 이해해볼 수 있는 두뇌의 반의식적인 자동화에 대해 언급한바있다. 이에 따르면 두뇌는 절차기억을 통해서 의식적인 움직임보다 보다 빠르고 정확하며 사고가 적은 잇점을 두뇌가 정확히 인지하고 진화해왔다는 사실을 지지하는 연구결과의 맥락을 보여준다.또한 게르하르트 로스는 주요한 감정 또한 이처럼 자동화와 연관되어있는 영역이 있다고 보고하고 있다.
선조체를 포함하는 기저핵과 두정엽의 운동피질 그리고 중뇌 및 소뇌의 연결회로에서 신체 움직임등으로 연동되는 과정이 이러한 자동화를 보여주는 주요 두뇌부위로 알려져있다.

## 같이 보기
- 단기기억
- 자동적 사고
- 서술기억